# Sun Capital Partners
Sun Capital Partners, Inc. ist ein US-amerikanisches Private-Equity-Unternehmen, das sich vor allem auf fremdfinanzierte Übernahmen, Schuldenmanagement und andere Bereiche spezialisiert hat.

## Hintergrund
Sun Capital Partners wurde 1995 gegründet, hat seinen Hauptsitz in Boca Raton (Florida) sowie Büros in Los Angeles, New York City, London, Tokio, Paris, Frankfurt, Shanghai und Shenzhen (China) und beschäftigt etwa 200 Mitarbeiter.
Die mit Sun Capital verbundenen Gesellschaften haben in über 300 Unternehmen mit einem Umsatz von zusammen über 45 Milliarden US-Dollar investiert. Die von Sun Capital verwalteten Kundengelder beliefen sich 2024 nach eigener Aussage auf etwa 6,2 Milliarden US-Dollar.
Investitionen bzw. Übernahmen erfolgen hauptsächlich bei marktführenden Unternehmen mit einem Umsatz von 50 Millionen bis zu fünf Milliarden US-Dollar (umgerechnet 30 Millionen bis drei Milliarden Euro) und mehr. Zu den bekanntesten Beteiligungen von Sun Capital Partners im deutschsprachigen Raum gehörten diejenigen am Versandhaus Neckermann, das am 18. Juli 2012 die Eröffnung eines Insolvenzverfahrens beantragte, und an der 2011 erworbenen Warenhauskette Strauss Innovation, die Ende Januar 2014 Antrag auf ein Schutzschirmverfahren zur Vermeidung einer Insolvenz stellte.
2017 verkaufte Sun Capital Partners Creekstone Farms an die Marubeni Corp. und NextPharma an CapVest.